# Neil Hamilton
James Neil Hamilton, född 9 september 1899 i Lynn, Massachusetts, död 24 september 1984 i Escondido, Kalifornien, var en amerikansk skådespelare. Hamilton är känd för sin roll som kommissarie Gordon i TV-serien Läderlappen under 1960-talet.
Hamilton gifte sig 1922 med Elsa Whitmer, som han förblev gift med fram till sin död. Tillsammans fick de ett barn.
Efter Hamiltons bortgång, 24 september 1984 i en astmaattack vid 85 års ålder, begravdes hans aska till havs efter kremeringen.
Hamilton var en avlägsen kusin till Margaret Hamilton.

## Filmografi i urval
- 1932 – Tarzan
- 1932 – What Price Hollywood?
- 1966-1968 – Läderlappen
- 1966 – Batman